# Карлос Гевіа
Карлос Гевіа-і-де лос Реєс-Гавілан (ісп. Carlos Hevia y de los Reyes-Gavilan; 21 березня 1900 — 2 квітня 1964) — кубинський політик, тимчасовий президент Куби у січні 1934 року.

## Кар'єра
Обіймав посаду міністра сільського господарства в адміністрації президента Рамона Грау. На початку 1934 року в Гавані спалахнули антиурядові протести, в результаті яких Грау було повалено, а новим тимчасовим президентом за рішенням хунти на чолі з Фульхенсіо Батистою був проголошений Карлос Гевіа. Довідавшись про реакцію натовпу на таке рішення хунти, Гевіа відмовився. Втім після прибуття військового загону для охорони президентського палацу о п'ятій ранку Гевіа все ж вступив на посаду. Наступного дня профспілки оголосили про загальнонаціональний страйк. Уже 18 січня 1934 року Гевіа подав у відставку, відмовившись від посади президента на користь одного з соратників Батисти Карлоса Мендьєти.
Згодом Гевіа розірвав зв'язки з Батистою та став однією з ключових постатей в Автентичній партії. У 1948—1950 роках за президентства Карлоса Пріо Гевіа очолював міністерство закордонних справ. Був кандидатом на посаду президента Куби на виборах 1952 року, які було скасовано після того, як все той же Батиста захопив владу в країні в результаті військового перевороту.
Після того Гевіа був змушений залишити Кубу та виїхати до США, де на початку 1960-их років був у складі груп, що протистояли Фіделю Кастро, який 1959 року повалив Батисту.